# Leva på "Hoppet"
Leva på "Hoppet" är en svensk film från 1951 i regi av Göran Gentele. 

## Om filmen
Filmen premiärvisades 11 april 1951 på biografen Saga i Stockholm. Filmen spelades in vid Europafilms studior i Sundbyberg med exteriörer från olika platser längs Göta kanal, Trosa, Marstrand och Stockholms stadshuspark och city av Karl-Erik Alberts. Filmen har ett avlägset parallellt motiv med Jerome Kerns musikal Teaterbåten. Meg Westergren gjorde här sin filmdebut.  
Vid Filmfestivalen i Berlin 1951 tilldelades Leva på "Hoppet" priset Silverbjörnen i komediklassen.

## Roller i urval
- Meg Westergren - Vivi, berättare
- Ingrid Thulin - Yvonne
- Per Oscarsson - Per
- Gunvor Pontén - Maj-Britt
- Jarl Kulle - Jalle, teaterelev
- Arne Ragneborn - Arne, teaterelev
- Rudolf Wendbladh - Harry, borgmästare i Marstrand
- Anna-Lisa Baude - Hilda, borgmästarinna
- Hjördis Petterson - Lärare på Dramatens elevskola
- Olav Riégo - Lärare på Dramatens elevskola
- Tord Stål - Lärare på Dramatens elevskola
- Eric Gustafsson - Reklamdirektör
- Arthur Fischer - Yvonnes far
- Torsten Lilliecrona - Kontorist
- Wiktor "Kulörten" Andersson - Kontorist
- Barbro Fleege - Kontorist
- Elsa Almlöf

## Musik i filmen
- Båtvisa, kompositör Gösta Nystroem, text Else Fisher
- Kom, kom, kom till smörgåsbordet, kompositör efter bearbetning av Björneborgarnas marsch Helge Lindberg, text Gösta Stevens
- Tango, kompositör Liliane Nystroem, instrumental.
- Det var i vår ungdoms fagraste vår (Dryckesvisa)
- Den lyse nat, kompositör Gösta Nystroem, text Else Fisher
- Finns det flickor, ja då finns det kyssar (När jag en gång på hösten nittifyra), Jules Sylvain, text Gösta Stevens, instrumental.
- Liten vals, kompositör Erik Baumann, instrumental.
- Mandom, mod och morske män, text Richard Dybeck
- Fjorton år tror jag visst att jag var, text Henrik Lilljebjörn